# Raveniola hyrcanica
Raveniola hyrcanica là một loài nhện trong họ Nemesiidae.
Raveniola hyrcanica được miêu tả năm 1988 bởi Dunin.